# Kvarnflotjärnen (Ströms socken, Jämtland)
Kvarnflotjärnen är en sjö i Strömsunds kommun i Jämtland och ingår i Ångermanälvens huvudavrinningsområde.